# Порок
Поро́к, вада — стійка негативна моральна якість, духовна вада. Протилежність чесноті. Все, що противне істині та добру.
Термін з'явився в середньовічній етиці (П'єр Абеляр) і зазвичай зіставлявся з гріхом. Якщо гріх сприймався як вчинок і результат вибору, то порок (лат. Vitium) трактувався як аморальна схильність, яка перетворюється в згубну звичку.
За засобом здійснення порочного вчинку пороки проявляються в схильності:
- до проступків розумом (свідомістю);
- до проступків словом;
- до проступків ділом.